# Ellen Battell Stoeckel
Ellen Battell Stoeckel, née le 10 mars 1851 à Norfolk (Connecticut), où elle est décédée le 5 mai 1939, est une philanthrope américaine.

## Biographie
Originaire du Connecticut, Ellen Battell Stoeckel, est la fille de Robbins Battell, contrôleur d'État, et d'Ellen Ryerson Mills Battell. La famille de son père est reconnue pour ses talents musicaux. Robbins Battell est un compositeur et un interprète accompli. Sa sœur Irene Batell, organiste, cheffe de chœur et chanteuse de renom, s'installe à New Haven en 1843, pour épouser le professeur William A. Larned. En 1862, elle crée une bibliothèque d'éditions de musique savante à Yale. 
Dans les années 1870, Irene Batell persuade son frère Joseph Batell, de financer à la fois un poste de professeur de musique sacrée pour Gustave Stoeckel, le premier professeur de musique formé en Europe dans la ville, et la construction de la Battell Chapel, qui doit alors servir de salle de concert pour l'université Yale.
En février 1873, Ellen Battell Stoeckel se marie avec Frederick Peet Terry, qui décède en 1874. En mai 1895, elle se marie avec Carl Stoeckel, organiste et professeur de musique à l’université Yale. 
En 1899, elle cofonde avec son mari, la Litchfield County Choral Union,, et construit un auditorium privé de mille cinq cents places à Norfolk, pour accueillir la populaire union chorale, ainsi que le festival musical d'été de Norfolk de 1906 à 1923,,.

## Héritage
Ellen Battell Stoeckel lègue tout le patrimoine familial à l'université Yale pour y établir des écoles d'été de musique et d'art,. Les festivals de Norfolk sont devenus un modèle pour d'autres festivals de musique d'été en Nouvelle-Angleterre.
Le Stoeckel Trust est fondé en 1939 par le legs d'Ellen Battell Stoeckel, dans le but d'aider l'université Yale à développer ses cours de musique et d'art. La bourse Ellen Battell Stoeckel prend en charge les frais de scolarité, d'hébergement et de pension de chaque étudiant sélectionné par division artistique,.